# أحمد دانغور
أحمد دانغور (2 أكتوبر 1948 - 6 سبتمبر 2020)، هو كاتب وشاعر ومتخصص في التنمية من جنوب إفريقيا. من أهم أعماله روايات كافكا لعنة (1997) والفاكهة المرة (2001). كما قام بتأليف ثلاث مجموعات شعرية ورواية قصيرة ومجموعة قصص قصيرة .وهو شقيق جيسي دوارتي.

## الجوائز
- 1998 جائزة هيرمان تشارلز بوسمان لعنة كافكا
- تم ترشيح الفاكهة المرة في القائمة المختصرة لجائزة البوكر لعام 2004.

## أعمال بارزة
- في انتظار ليلى (1981)
- أصوات من الداخل (1982)
- جرافة (1983)
- ماجيت (1986)
- ثلاثية Z Town (1990)
- أصوات خاصة (1992)
- لعنة كافكا (1997)
- الفاكهة المرة (2003)
- حج غريب (2013)
- ديكيليدي: طفل الدموع ، لا أكثر (2017)

## روابط خارجية
- مقابلة مع أحمد دانغور على The Ledge، منصة مستقلة للأدب العالمي (تتضمن مقتطفات وصوت)